# أنيليمة سنانية
أنيليمة سنانية (الاسم العلمي: Aneilema lanceolatum) هي نوع من النباتات تتبع جنس الأنيليمة من الفصيلة الوعلانية.